# Bắn súng tại Đại hội Thể thao Đông Nam Á 2015
Bắn súng tại Đại hội Thể thao Đông Nam Á năm 2015 được tổ chức từ ngày 6 đến ngày 12 tháng 6 năm 2015 tại National Shooting Centre, nằm trong Khu liên hợp thể thao SAFRA Yishun, Singapore.

## Quốc gia tham dự
Tổng cộng có 155 vận động viên đến từ tám quốc gia tham gia thi đấu môn bắn súng tại Đại hội Thể thao Đông Nam Á năm 2015:
- Indonesia (3)
- Lào (7)
- Malaysia (29)
- Myanmar (15)
- Philippines (15)
- Singapore (29)
- Thái Lan (32)
- Việt Nam (25)

## Tóm tắt kết quả

### Nam
| Nội dung                          | Vàng                                                                         | Bạc                                                                              | Đồng                                                                    |
| --------------------------------- | ---------------------------------------------------------------------------- | -------------------------------------------------------------------------------- | ----------------------------------------------------------------------- |
| 10 m súng ngắn hơi                | Trần Quốc Cường · Việt Nam                                                   | Johnathan Wong · Malaysia                                                        | Hoàng Xuân Vinh · Việt Nam                                              |
| 10 m súng ngắn hơi đồng đội       | Việt Nam · Hoàng Xuân Vinh · Trần Quốc Cường · Nguyễn Hoàng Phương           | Thái Lan · Natphanlert Auapinyakul · Kanitpong Gongkum · Noppadon Sutiviruch     | Singapore · Gai Bin · Lim Swee Hon · Poh Lip Meng                       |
| 50 m súng ngắn                    | Hoàng Xuân Vinh · Việt Nam                                                   | Natphanlert Auapinyakul · Thái Lan                                               | Johnathan Wong · Malaysia                                               |
| 50 m súng ngắn đồng đội           | Singapore · Gai Bin · Lim Swee Hon · Poh Lip Meng                            | Việt Nam · Hoàng Xuân Vinh · Nguyễn Hoàng Phương · Trần Quốc Cường               | Myanmar · Ye Tun Naung · Kyaw Swar Win · Nay Htet Aung                  |
|                                   |                                                                              |                                                                                  |                                                                         |
| 10 m súng trường hơi              | Pongsaton Panyatong · Thái Lan                                               | Napis Tortungpanich · Thái Lan                                                   | Jayson Valdez · Philippines                                             |
| 10 m súng trường hơi đồng đội     | Thái Lan · Pongsaton Panyatong · Napis Tortungpanich · Apichakli Ponglaokham | Malaysia · Mohd Zubair Mohammad · Muhammad Ezuan Nasir Khan · Mohd Hadafi Jaafar | Việt Nam · Nguyễn Duy Hoàng · Nguyễn Văn Quân · Đào Minh Ngọc           |
| 50 m súng trường nằm bắn          | Supalerk Wijan · Thái Lan                                                    | Attapon Uea-aree · Thái Lan                                                      | Mohd Hadafi Jaafar · Malaysia                                           |
| 50 m súng trường nằm bắn đồng đội | Thái Lan · Attapon Uea-aree · Supalerk Wijan · Tevarit Majchacheep           | Singapore · Abel Lim · Ong Jun Hong · Lim Zhong Xian                             | Myanmar · Kaung Htike · Lin Aung · Wai Yan Min Thu                      |
|                                   |                                                                              |                                                                                  |                                                                         |
| Skeet                             | Jiranunt Hathaichukiat · Thái Lan                                            | Low Jiang Hao · Singapore                                                        | Pittipoom Phasee · Thái Lan                                             |
| Skeet đồng đội                    | Thái Lan · Tanapat Jangpanich · Jiranunt Hathaichukiat · Pittipoom Phasee    | Singapore · Low Jiang Hao · Eugene Chiew · David Chan                            | Malaysia · Gan Kong Leong · Amran Risman · Ricky Teh                    |
| Trap                              | Lê Nghĩa · Việt Nam                                                          | Charles Chen · Malaysia                                                          | Zain Amat · Singapore                                                   |
| Trap đồng đội                     | Singapore · Zain Amat · Choo Choon Seng · Lin Hejun                          | Malaysia · Charles Chen · Ng Beng Chong · Bernard Yeoh                           | Philippines · Eric Ang · Hagen Alexander Topacio · Miguel David Laperal |
|                                   |                                                                              |                                                                                  |                                                                         |
| Súng ngắn bắn chính xác           | Thanawut Thammawai · Thái Lan                                                | Anuar Abdullah · Singapore                                                       | Teh Kah Hoon · Singapore                                                |
| Súng ngắn bắn chính xác đồng đội  | Thái Lan · Boonthong Sowsa-nga · Thanawut Thammawai · Permphun Tapanya       | Singapore · Anuar Abdullah · Sivakumar Velayudhan · Teh Kah Hoon                 | Philippines · Mar Udan · Jerome Jovanne Morales · Lamberto Espiritu     |

### Nữ
| Nội dung                            | Vàng                                                                                    | Bạc                                                                              | Đồng                                                                      |
| ----------------------------------- | --------------------------------------------------------------------------------------- | -------------------------------------------------------------------------------- | ------------------------------------------------------------------------- |
| 10 m súng ngắn hơi                  | Teo Shun Xie · Singapore                                                                | Pim-on Klaisuban · Thái Lan                                                      | Nguyễn Minh Châu · Việt Nam                                               |
| 10 m súng ngắn hơi đồng đội         | Thái Lan · Phongpha Pholprajug · Tanyaporn Prucksakorn · Pim-on Klaisuban               | Malaysia · Joseline Cheah · Bibiana Ng · Wahidah Ismail                          | Singapore · Teo Shun Xie · Nicole Tan · Teh Xiu Hong                      |
| 25 m súng ngắn                      | Alia Sazana Azahari · Malaysia                                                          | Teh Xiu Hong · Singapore                                                         | Lê Thị Hoàng Ngọc · Việt Nam                                              |
| 25 m súng ngắn đồng đội             | Thái Lan · Kanyakorn Hirunphoem · Naphaswan Yangpaiboon · Tanyaporn Prucksakorn         | Singapore · Teo Shun Xie · Nicole Tan · Teh Xiu Hong                             | Việt Nam · Lê Thị Hoàng Ngọc · Phạm Thị Hà · Triệu Thị Hoa Hồng           |
|                                     |                                                                                         |                                                                                  |                                                                           |
| 10 m súng trường hơi                | Tessa Neo · Singapore                                                                   | Jasmine Ser · Singapore                                                          | Nur Ayuni Farhana Abdul Halim · Malaysia                                  |
| 10 m súng trường hơi đồng đội       | Singapore · Jasmine Ser · Tessa Neo · Martina Veloso                                    | Malaysia · Nur Suryani Taibi · Nur Ayuni Farhana Abdul Halim · Muslifah Zulkifli | Thái Lan · Sununta Majchacheep · Thanyalak Chotphibunsin · Supaluk Pimpan |
| 50 m súng trường ba tư thế          | Nur Ayuni Farhana Abdul Halim · Malaysia                                                | Supamas Wankaew · Thái Lan                                                       | Nur Suryani Taibi · Malaysia                                              |
| 50 m súng trường ba tư thế đồng đội | Thái Lan · Sununta Majchacheep · Supamas Wankaew · Vitchuda Pichitkanjanakul            | Malaysia · Nur Ayuni Farhana Abdul Halim · Nur Suryani Taibi · Muslifah Zulkifli | Singapore · Li Yafei · Jasmine Ser · Cheng Jian Huan                      |
| 50 m súng trường nằm bắn            | Ratchadaporn Plengsaengthong · Thái Lan                                                 | Thanyalak Chotphibunsin · Thái Lan                                               | Jasmine Ser · Singapore                                                   |
| 50 m súng trường nằm bắn đồng đội   | Thái Lan · Thanyalak Chotphibunsin · Sununta Majchacheep · Ratchadaporn Plengsaengthong | Malaysia · Muslifah Zulkifli · Nur Ayuni Farhana Abdul Halim · Nur Suryani Taibi | Singapore · Li Yafei · Jasmine Ser · Cheng Jian Huan                      |
|                                     |                                                                                         |                                                                                  |                                                                           |
| Súng ngắn bắn chính xác             | Elvie Baldivino · Philippines                                                           | Norizan Mustafa · Singapore                                                      | Pattarasuda Sowsa-nga · Thái Lan                                          |
| Súng ngắn bắn chính xác đồng đội    | Thái Lan · Pattarasuda Sowsa-nga · Angsana Niamrassamee · Rapassanan Tananamornpong     | Philippines · Elvie Baldivino · Franchette Shayne Quiroz · Carmelita Guillermo   | Malaysia · Norhidayah Mohd Fuad · Siti Zawiah Mohamed · Khoo Nee Hoe      |

## Bảng huy chương
| Hạng               | Đoàn               | Vàng | Bạc | Đồng | Tổng số |
| ------------------ | ------------------ | ---- | --- | ---- | ------- |
| 1                  | Thái Lan (THA)     | 14   | 7   | 3    | 24      |
| 2                  | Singapore (SIN)    | 5    | 9   | 7    | 21      |
| 3                  | Việt Nam (VIE)     | 4    | 1   | 5    | 10      |
| 4                  | Malaysia (MAS)     | 2    | 8   | 6    | 16      |
| 5                  | Philippines (PHI)  | 1    | 1   | 3    | 5       |
| 6                  | Myanmar (MYA)      | 0    | 0   | 2    | 2       |
| Tổng số (6 đơn vị) | Tổng số (6 đơn vị) | 26   | 26  | 26   | 78      |